# Liste der Monuments historiques in Saint-Exupéry (Gironde)
Die Liste der Monuments historiques in Saint-Exupéry (Gironde) führt die Monuments historiques in der französischen Gemeinde Saint-Exupéry auf.

## Liste der Bauwerke
| Bezeichnung       | Beschreibung   | Standort | Kennzeichnung | Schutzstatus | Datum | Bild |
| ----------------- | -------------- | -------- | ------------- | ------------ | ----- | ---- |
| Kirche St-Exupère | Erbaut um 1100 | (Lage)   | PA00083738    | Inscrit      | 2007  |      |

## Liste der Objekte
| Bezeichnung                 | Beschreibung    | Standort                        | Kennzeichnung | Schutzstatus | Datum | Bild |
| --------------------------- | --------------- | ------------------------------- | ------------- | ------------ | ----- | ---- |
| Ölgemälde Mariä Himmelfahrt | 18. Jahrhundert | in der Kirche St-Exupère (Lage) | PM33002355    | Inscrit      | 2009  |      |